# Терзиев, Кирил
Кирил Стойчев Терзиев (болг. Кирил Стойчев Терзиев, р. 1 сентября 1983) — болгарский борец вольного стиля, призёр Олимпийских игр и чемпионатов Европы.

## Биография
Родился в 1983 году в Петриче. В 2008 году стал бронзовым призёром Олимпийских игр в Пекине. В 2009 году стал бронзовым призёром чемпионата Европы. На чемпионате Европы 2010 года стал обладателем серебряной медали. В 2012 году принял участие в Олимпийских играх в Лондоне, но там стал лишь 14-м.